# 乌斯钵-拉冬-摩拉瓦谷
乌斯钵-拉冬-摩拉瓦 (Uzboi-Landon-Morava) 溢道系统是一长串的河床和洼地，可能曾携带着水流穿过了火星大部分的地区。它启源于流入阿耳古瑞区中阿耳古瑞盆地的河道。积蓄在阿耳古瑞盆地中的大水，据说随后漫溢而出向北奔流，一路穿过乌斯钵谷，进入拉冬盆地，再穿越摩拉瓦谷，最后抵达珍珠湾盆底。其中部分水流可能冲刷蚀刻了阿瑞斯谷  。总之，该流域的总溢流面积可能约为 11 X 106公里2或约火星9% 的表面。
下面的图片显示了曾经被水注满的阿耳古瑞盆地。此外，更广阔的视图显示了水流穿越的距离，从阿耳古瑞盆地以南一直到珍珠高地。

## 图集

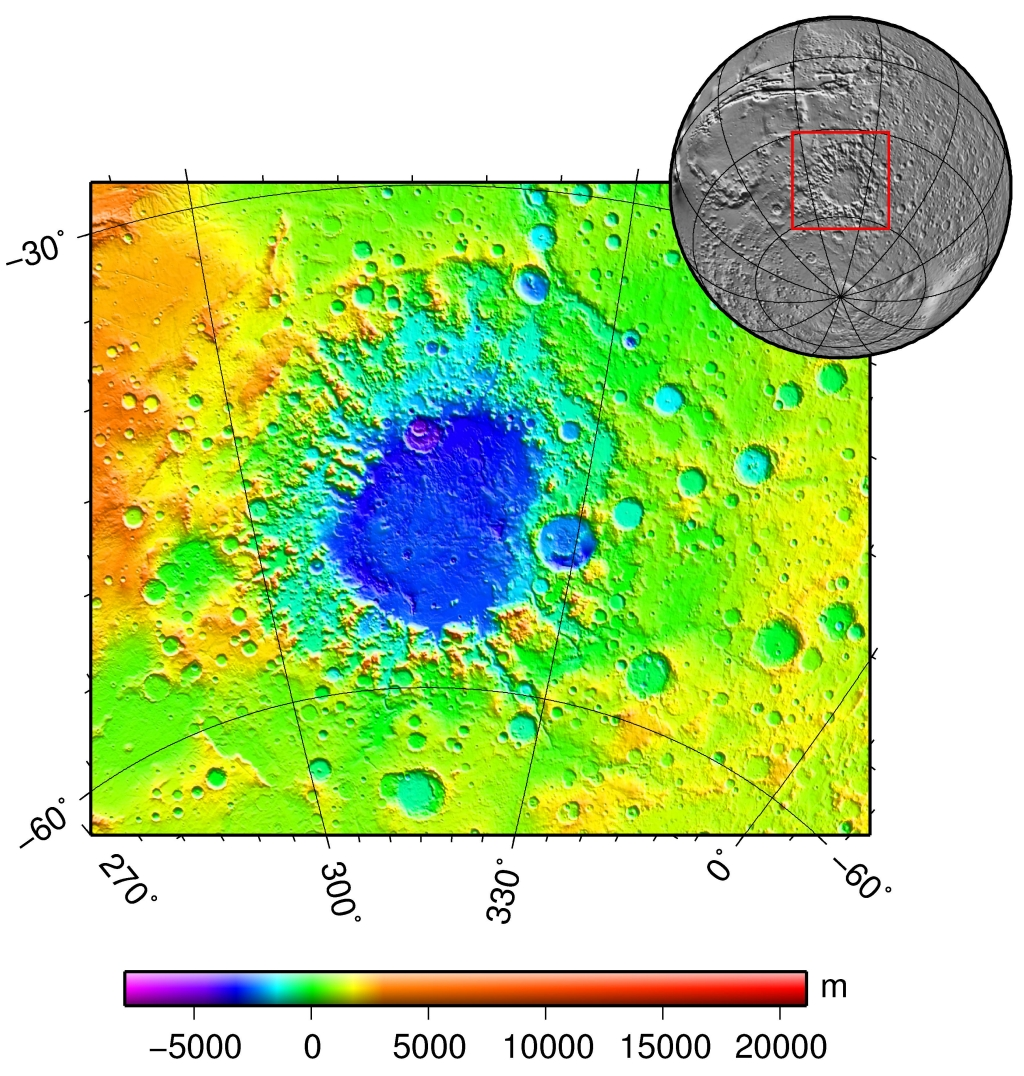
显示了阿耳古瑞区地理环境的激光测高图。
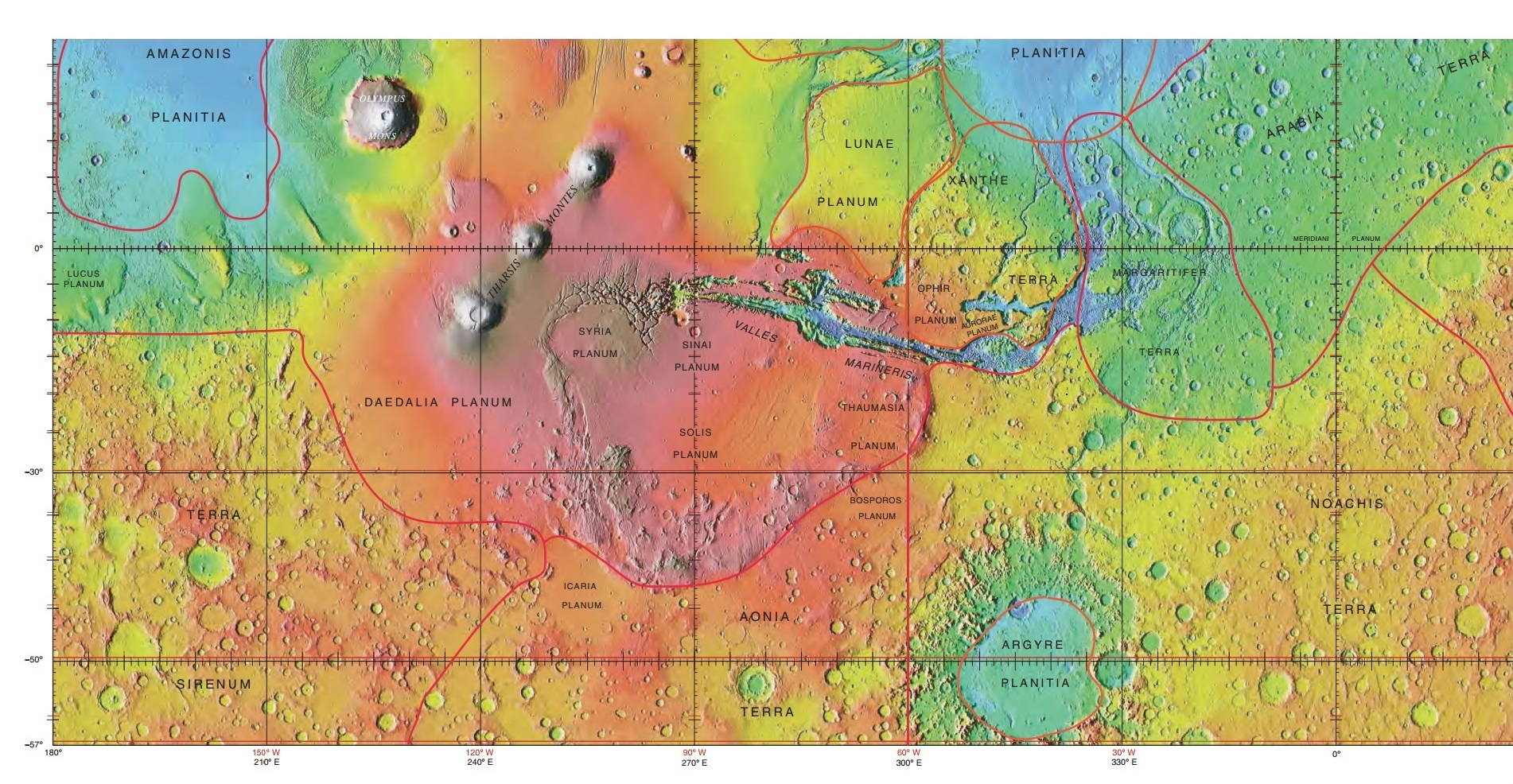
阿耳古瑞平原及其他地区边界激光测高图
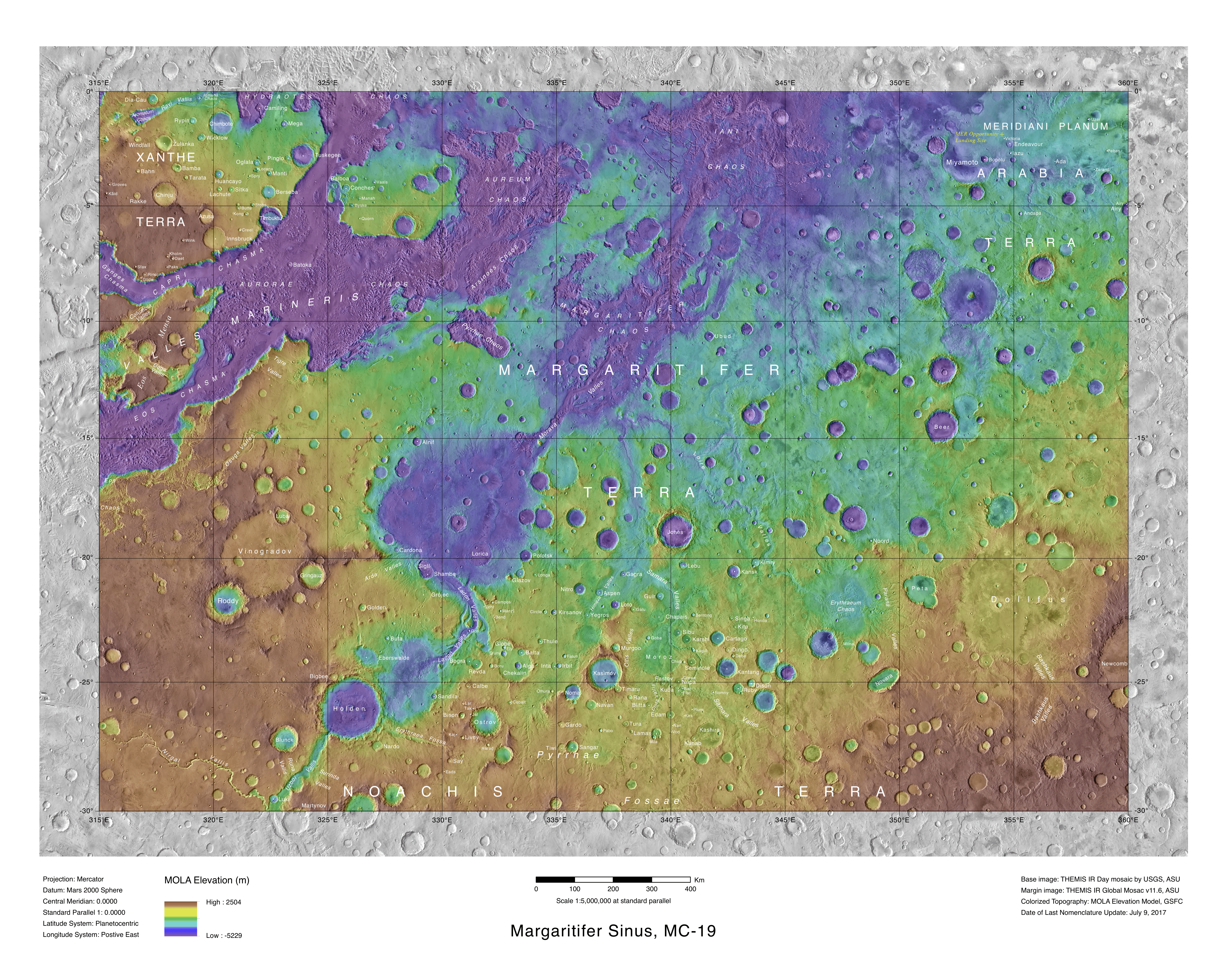
乌斯钵谷、拉冬谷以及附近其它特征位置图

## 另请参阅
- 阿耳古瑞区
- 火星地理
- 霍顿撞击坑
- 火星水文
- 珍珠湾区